# Imaginería (literatura)
En el ámbito de la literatura se denomina imagen o imaginería para hacer referencia al lenguaje descriptivo que permite crear una figura mental mediante el uso de palabras o frases que evocan los cinco sentidos y disparan respuestas emocionales. Es un recurso sumamente útil, ya que le permite al autor agregar profundidad y textura a su obra, en forma similar a como un escultor agrega niveles de refinamiento a su estatua.

## Tipos de imágenes literarias
Visual es probablemente la forma más utilizada.
- El líquido bermellón chorreó del cuello de la paloma blanca, tiñendo y manchando sus plumas blancas e inmaculadas.

Auditiva representa un sonido.
- La campana marcó las dos de la tarde y Daniel se preparó para partir a la escuela.
- Onomatopeya: una palabra que representa un sonido. «Clang», resonó el metal contra la grúa.

Cinética representa movimiento.
- Revolviendo su cabellera en una danza ampulosa.

Olfativa representa olores y aromas.
- El olor de los soquetes de Juan apesta la clase con un aroma similar al del pescado podrido.

Gustatoria representa un sabor.
- La sabrosa salsa marinara resaltó el sabor de la pasta que había preparado Felipe.

Táctil representa el sentido del tacto.
- Los azulejos lisos y fríos, cementados al suelo de su casa.